# Ruppellia subapicalis
Ruppellia subapicalis är en tvåvingeart som beskrevs av Lyneborg 1983. Ruppellia subapicalis ingår i släktet Ruppellia och familjen stilettflugor.
Artens utbredningsområde är Egypten. Inga underarter finns listade i Catalogue of Life.